# Châtres-sur-Cher
Châtres-sur-Cher [ʃatʁ syʁ ʃɛʁ] ist eine französische Gemeinde mit 1.134 Einwohnern (Stand: 1. Januar 2022) im Département Loir-et-Cher in der Region Centre-Val de Loire. Sie gehört zum Arrondissement Romorantin-Lanthenay und zum Kanton Selles-sur-Cher. Die Einwohner werden Castrais genannt.

## Geographie
Châtres-sur-Cher liegt etwa zwölf Kilometer westnordwestlich von Vierzon am Cher. Umgeben wird Châtres-sur-Cher von den Nachbargemeinden Selles-Saint-Denis im Norden und Nordwesten, La Ferté-Imbault im Norden und Nordosten, Theillay im Osten, Thénioux im Süden, Maray im Südwesten, Mennetou-sur-Cher im Westen sowie Langon-sur-Cher im Westen und Nordwesten. 
Durch die Gemeinde führen die Autoroute A85 und die frühere Route nationale 76.

## Bevölkerungsentwicklung
| 1962                       | 1968 | 1975 | 1982 | 1990 | 1999 | 2006 | 2018 |
| 1144                       | 1059 | 1009 | 1110 | 1074 | 1129 | 1069 | 1103 |
| Quellen: Cassini und INSEE |      |      |      |      |      |      |      |

## Sehenswürdigkeiten
- Kirche Saint-Martin aus dem 13. Jahrhundert
- Schloss Douy aus dem 18. Jahrhundert

## Persönlichkeiten
- Roger Taillibert (1926–2019), Architekt